# Janatella cincta
Janatella cincta är en fjärilsart som beskrevs av Edwards 1864. Janatella cincta ingår i släktet Janatella och familjen praktfjärilar. Inga underarter finns listade i Catalogue of Life.